# نویزی برافیا
نویزی برافیا (به لاتین: Nosy Berafia) یک جزیره در ماداگاسکار است.